# Agència Internacional de l'Energia Atòmica
L'Agència Internacional de l'Energia Atòmica (AIEA), també anomenat Organisme Internacional de l'Energia Atòmica (OIEA) és el centre mundial de cooperació en el camp nuclear. L'AIEA és un organisme de les Nacions Unides, i treballa amb els seus estats membres per tal de promocionar l'ús pacífic i segur de les tecnologies nuclears. L'AIEA pertany als òrgans connexos del sistema de les Organització de les Nacions Unides.
Tenint com a objectiu assegurar que l'assistència prestada no s'utilitza amb fins militars, l'OIEA va establir normes de seguretat nuclear i protecció ambiental, ajuda als països membres mitjançant activitats de cooperació tècnica; i anima l'intercanvi d'informació científica i tècnica sobre l'energia nuclear.
Compta amb assessors, equip i capacitació per a subministrar assistència als governs en desenvolupament i promou la transmissió de coneixements teòrics i pràctics perquè els països receptors puguen executar eficaç i segurament els seus programes d'energia atòmica.
Formula també normes bàsiques de seguretat per a la protecció contra radiacions i publica reglaments i codis de pràctiques sobre determinats tipus d'operacions, inclòs el transport de material radioactiu.
L'OIEA té 151 estats membres i la seva seu central a Viena (Austria) amb seus regionals a Ginebra, Nova York, Toronto i Tokyo; i en novembre de 2010 compta amb més de 2200 treballadors de més de 90 països.

## Història
L'AIEA va ser creada com a resposta al descobriment de l'energia atòmica i el seu ús militar. El 1953 el president estatunidenc Dwight David Eisenhower va desenvolupar a l'assemblea general de les Nacions Unides de 1953 el seu famós lema "Àtoms per a la pau" (Atoms for Peace). A partir de llavors més de 80 països van començar a debatre l'estatut de la futura AIEA.
Aquest organisme començà a funcionar a Viena el 29 de juliol de 1957 i en novembre del mateix any l'Assemblea General de l'ONU aprovà un acord sobre la relació de l'OIEA amb l'ONU, a fi de tractar d'accelerar i augmentar la contribució de l'energia atòmica per a finalitats pacífiques, salut i prosperitat a tot el món.
Moments clau de la intervenció de l'AIEA han estat els següents:
- La crisi dels míssils de Cuba, el 1962.
- El Tractat de No Proliferacio Nuclerar, signat per Espanya el 5 de novembre de 1987. El 5 d'abril de 1989 Espanya signà l'acord de l'AIEA-EURATOM en contra de l'armament nuclear.[3]
- Accident de Txernòbil de 1986, i posterior Convenció sobre notificació ràpida d'accidents nuclears.
- Violacions del Tractat de No Proliferació Nuclear per part de Corea del Nord i d'Iraq, el 1991.
- Premi Nobel de la Pau conjuntament amb el seu director Mohamed al-Baradei, el 2005.
- Crisi a l'Iran, entre 2003 i 2006.

L'any 2005 l'organisme i el seu director general Mohamed el-Baradei van rebre el Premi Nobel de la Pau. El comitè els va concedir aquest premi per:
| « | […] és l'OIEA qui controla que l'energia nuclear no s'utilitza de forma indeguda amb propòsits militars […] en el moment en què els esforços del desarmament estan a un punt mort i existeix perill que l'armament nuclear proliferi en els estats i en els grups terroristes [...] | » |

## Estatuts
Segons els estatuts de l'AIEA (en anglès, International Atomic Energy Agency o IAEA), l'organisme procurarà accelerar i augmentar la contribució de l'energia atòmica a la pau, la salut i la prosperitat al món sencer, i sempre que li sigui possible s'assegurarà que aquesta assistència no és utilitzada amb finalitats militars.
L'organisme està autoritzat per a:
- Fomentar i facilitar la investigació, el desenvolupament i l'aplicació pràctica de l'energia atòmica amb fins pacífics.
- Proveir els materials, serveis i instal·lacions necessàries per a l'esmentada investigació i desenvolupament, inclosa la producció d'energia elèctrica, tenint en compte les necessitats de les regions insuficientment desenvolupades (ja que no és un servei gratuït).

Un estat membre de l'AIEA es compromet a subministrar-li els materials (fissionables i no fissionables) que prèviament s'hagi acordat. Els materials així subministrats quedaran sota la responsabilitat de l'AIEA, i aquesta es compromet a emmagatzemar-los lluny de la intempèrie, usos i trasllats indeguts, danys, ocupació o sabotatge, i evitant la concentració geogràfica d'aquests.
- Promoure l'intercanvi d'informació científica i tècnica, així com de científics i d'experts, en matèria d'utilització de l'energia atòmica per a fins pacífics. Un estat membre de l'AIEA es compromet a donar-li la informació considerada d'utilitat.
- Establir i aplicar salvaguardes destinades a assegurar que els materials fissionables, (és a dir, plutoni 239, urani 233, urani enriquit amb isòtops 235 o 233, material que contingui els esmentats elements, o allò que determini la Junta de Governadors de l'AIEA), no són utilitzats amb finalitats militars. I tampoc la resta de materials, serveis i instal·lacions subministrats per l'AIEA o sota la seva supervisió.
- Establir o adoptar normes de seguretat per a protegir la salut i la propietat.
- Adquirir o establir instal·lacions i equipaments per a l'exercici de les funcions autoritzades quan aquests siguin inadequats i insatisfactoris.

En l'exercici de les seves funcions actuarà d'acord amb els principis de les Nacions Unides per a fomentar la pau i la cooperació internacional, per tal d'assolir el desarmament mundial, però també ha de respectar els drets sobirans dels respectius estats membres.
Com a mínim cada any se celebra una "Conferència General" entre tots els estats membres. En aquesta reunió s'aprova l'admissió de nous membres, se suspenen els drets d'un estat membre, s'examinen i s'aproven els informes que cal presentar a les Nacions Unides o a alguns dels seus organismes especialitzats, i es duen a terme tasques de control pressupostari i representatiu (per exemple, l'elecció dels membres de la Junta de Governadors, que han de ser els estats membres capdavanters en la tecnologia atòmica).
El Director General de l'AIEA, actualment Mohamed al-Baradei, és nomenat per un període de 4 anys.
L'AIEA ajuda els estats membres que li sol·licitin a emprendre un projecte d'investigació, desenvolupament o aplicació pràctica de l'energia atòmica amb fins pacífics. Per això l'AIEA s'assegura que el sol·licitant disposa de fons econòmics, personal qualificat i plans de seguretat i de salut adients. Un cop aprovat el projecte, s'establiran previsions de material fissionable i del trasllat d'aquest, i les condicions de l'adquisició d'equipaments i instal·lacions que li proveirà la mateixa AIEA o altres estats membres. A més a més, l'estat membre es compromet a:
- a. No fer servir els materials i equipaments per a finalitats militars.
- b Ser sotmès per les salvaguardes següents:
  - Examen dels plànols de les instal·lacions, inclosos els reactors nuclears, per tal que no siguin utilitzats amb finalitats militars, i perquè segueixin les normes de protecció de la salut i seguretat.
  - Portar i presentar el registre d'operacions i informes sobre la progressió dels treballs.
  - Posar a disposició de l'AIEA tot material fissionable excedent.
  - Proporcionar als inspectors de l'AEIA tota informació i accés a les instal·lacions i equipaments.
  - En cas d'incompliment i després d'un període raonable sense que l'estat membre corregeixi la situació, l'AIEA podrà donar per suspesa l'assistència i podrà retirar aquells materials i equipaments posats a disposició de l'esmentat estat membre, i en última instància podrà suspendre els drets inherents a la qualitat de membre de l'AIEA.